# Frank Jacobsen
Frank Jacobsen (* 10. Dezember 1964 in Husum; † 18. Juni 2014 in Berlin) war ein deutscher Schauspieler.

## Leben
Frank Jacobsen wurde in Husum geboren und absolvierte seine Ausbildung am Bühnenstudio der Darstellenden Künste in Hamburg. Jacobsen war sowohl als Fernseh- als auch als Theaterschauspieler tätig und spielte von 1997 an immer wieder kleinere Rollen. Größere Bekanntheit erlangte er als Rüdiger Lüders in der Fernsehserie Zwei für alle Fälle, bei der er neben Jan Fedder und Axel Milberg vor der Kamera stand.
Am 18. Juni 2014 wurde Frank Jacobsen tot in seiner Berliner Wohnung aufgefunden.

## Filmografie (Auswahl)

### Film und Fernsehen
- 1997: alphateam – Die Lebensretter im OP
- 1997: Komm mit, oder lass es bleiben (Kurzfilm)
- 1998: Die Anrheiner
- 1999: Blondine sucht Millionär fürs Leben
- 2000: Etage Zwo
- 2000: Herzschlag – Das Ärzteteam Nord
- 2001: Die Rettungsflieger – Das Team in Not
- 2001: Nesthocker – Familie zu verschenken
- 2001: Der Pfundskerl
- 2002: Balko – Pommes Tot-Weiß
- 2001: Am Ende der Hochzeitsnacht (Fernsehfilm)
- 2002: Alles Atze – Bettgeschichten
- 2004: Die Kommissarin – Rollentausch
- 2004: SOKO Wismar – Gelegenheit macht Diebe
- 2005: Großstadtrevier – Süßes Jenseits
- 2005: Balko – Saustopper
- 2006: Die Camper – Der Fremde
- 2006: Die Bullenbraut 2 – Der Tod hat 17 Karat (Fernsehfilm)
- 2006: Freundinnen fürs Leben
- 2006: Küstenwache – Das Totenschiff
- 2008: Die Schimmelreiter
- 2008: Küstenwache – Operation Nero
- 2009: Der Staatsanwalt – Das kleinere Übel
- 2009: Notruf Hafenkante – Knock out
- 2009: Das Wartezimmer
- 2010: Tatort: Königskinder
- 2010: 2 für alle Fälle – Ein Song für den Mörder
- 2011: Die zertanzten Schuhe (2011)
- 2012: 2 für alle Fälle – Manche mögen Mord
- 2012: Heiter bis tödlich: Morden im Norden – Ein Fisch namens Otto
- 2012: Heiter bis tödlich: Alles Klara – Mordwaffe Trabi
- 2012: Die Pfefferkörner
- 2012: Der Kriminalist – Schumanns Fehler
- 2013: Mord in den Dünen (Fernsehfilm)
- 2013: Unter uns
- 2014: Mord mit Aussicht – Sophie kommet doch all
- 2014: Toleranz

### Theater
- 1996: Spiels nochmal Sam – Theater in der Basilika
- 1997: Dreigroschenoper – Burgfestspiele Mayen
- 1998: Der Hauptmann von Köpenick – Städtebundtheater Hof
- 1999: Krach in Chiogga – Burgfestspiele Mayen
- 2001: Hamlet – Burgfestspiele Mayen
- 2003: Othello – Burgfestspiele Mayen
- 2004–2005: Hyperion – Schlossfestspiele Heidelberg
- 2006: Die Witwen